# Henrik Ovesen Pflug
Henrik Ovesen Pflug (eller Pfluge) (født cirka 1633, død 19. december 1709) var en dansk forvalter og geografisk forfatter.
Pflug var forvalter på Grubbesholm og Nørholm i Ribe Stift og havde også på et tidspunkt i sit liv rejst til Guinea. Pflug fortæller selv, at under Christian 4. var han idémanden til en kolonisation af øen Buck Island ved Dansk Vestindien, og han fik tilladelse til at få overdraget øen, hvis han selv kunne finansiere projektet. Det kunne Pflug ikke, men en københavnsk borger ved navn Johan Runkel indvilligede i at skaffe midler til dets udførelse, men under forsøget på dette døde Runkel imidlertid efter et skibbrud i Norge, og projektet måtte derefter helt opgives.
Pflug blev major under kong Christian 5. og havde kommandoen over en deling soldater på 4-500 mænd. Han deltog i 1678 i Skånske Krig som major for en deling på 80 skånske friskytter, og han deltog i militære operationer med disse i Blekinge, blandt andet afbrænding af broer for at afskære svenskernes forsyningslinjer. Han var efterfølgende med sin deling på Bornholm, hvor de gjorde tjeneste under det svenske flådeforlis natten mellem 4. og 5. december samme år.
Mest kendt er han dog for at have skrevet bogen Den danske Pillegrim eller en almindelig geographisk og derhos kort historisk Beskrivelse over den heele bekiendte Verden, som er den første geografi på dansk, der beskriver hele verden, og som udkom i 1707. Værket var en stor præstation på over 1200 sider, og værkets 30 registersider indeholdt ca. 8000 navne. Det var således et dyrt værk at trykke, og den kunne kun udkomme, fordi den lærde mæcen Frederik Rostgaard havde bevilget 100 rigsdaler til dets trykning. Pflug havde anvendt de nyeste rejsebeskrivelser og kunne således bringe detaljerede beskrivelser af i datiden ellers forholdsvis ukendte egne såsom Sibirien og mange af de asiatiske lande.
Pflugs værk udkom, mens Holberg i Oxford sad og arbejdede på en lignende geografisk verdensbeskrivelse, som aldrig blev udgivet. At Pflug således kom ham i forkøbet, erindrede Holberg bittert i sin fortale til sit eget i 1711 udgivne værk Introduction til de fornemste Europæiske Rigers Historier Fortsat Indtil disse sidste Tider, hvor han oplyser, at Pflug var årsagen til, at han aldrig selv fik udgivet et geografisk værk.
Ved værkets udgivelse var Pflug 75 år gammel; han var desuden af svækket helbred og søgte derfor om privilegium på sin geografi for de næste 20 år. Men det blev afslået, og Pflug døde allerede 2 år efter dens udgivelse.
Værket er i dag sandsynligvis meget sjældent; allerede i 1936 nævner August Schmidt, at det "sikkert ikke er overleveret i mange eksemplarer". Værket udkom med et kobberstukkent titelblad og portræt af forfatteren udført af en ellers ukendt kobberstikker H. Roy (eller Røg).
Han er begravet i Nørre Bork Kirke, hvor hans grav stadig findes.